# Serge Gakpé
Serge Gakpé (Bondy, 7 maggio 1987) è un ex calciatore francese naturalizzato togolese, di ruolo attaccante.

## Caratteristiche tecniche
Ala destra di spinta, dal buon senso tattico, può ricoprire anche i ruoli di seconda punta e ala sinistra.

## Carriera

### Club

#### Gli inizi, Monaco, Nantes e prestiti

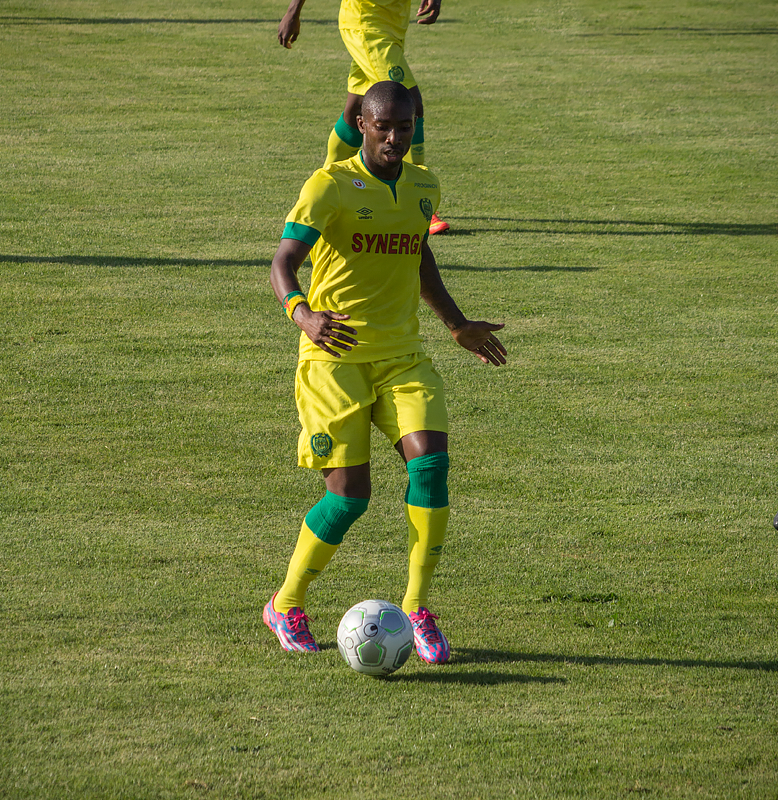
Gakpé al Nantes

Gakpé si è formato nel centro di Clairefontaine, dove fu notato da un osservatore del Monaco. Raggiunge le giovanili dei monegaschi nel 2001 ed entra in prima squadra nel 2005. In quella stagione debutta con il Monaco in Ligue 1 e segna il suo primo gol in campionato il 22 gennaio 2006 contro il Lens (1-1).
Il 23 gennaio 2012 viene ceduto in prestito allo Standard Liegi. Torna dopo pochi mesi al Nantes, in cui militerà fino al 2015 segnando 17 gol in 93 presenze.

#### Genoa e prestito all'Atalanta
In scadenza di contratto con il Nantes, il 4 febbraio 2015 firma un contratto triennale con il Genoa in cui giocherà a partire dalla stagione 2015/2016.
Il 30 agosto 2015 sigla il suo primo gol all'esordio in maglia rossoblù nella vittoria interna per 2-0 contro il Verona.
Il 24 gennaio 2016 viene ceduto in prestito con diritto di riscatto all'Atalanta, con cui esordisce giocando gli ultimi 8 minuti della partita casalinga pareggiata per 0-0 contro l'Empoli il 7 febbraio.

#### Ritorno al Genoa, prestito al Chievo
In estate torna al Genoa, col quale torna a giocare per il campionato 2016-2017. Il 28 agosto 2016 sigla un gol nella vittoria sul neutro di Pescara per 1-3 contro il Crotone, tornando al gol dopo un'astinenza durata 10 mesi.
Il 31 gennaio 2017 passa in prestito al Chievo esordendo contro il Sassuolo.

#### Ritorno in Francia
Il 30 agosto 2017, il Genoa interrompe il prestito del giocatore, venendo acquistato a titolo definitivo dall'Amiens. Nel club francese, totalizzerà 29 presenze segnando 3 reti.
L'11 luglio 2018, il suo contratto con il club non verrà rinnovato, rimanendo svincolato.

#### Cercle Bruges
Il 10 settembre 2018, lo acquisterà il Cercle Bruges a parametro zero con un contratto annuale. Durante la sua permanenza per il club belga, totalizzerà 26 presenze segnando 5 gol nella stagione 2018-2019.

#### Esperienze a Cipro e ritiro
Il 1⁰ luglio 2019, l'attaccante togolese firmerà gratuitamente per l'Apollon Limassol, club della massima serie cipriota. Durante i suoi 2 anni, anche a causa dei vari infortuni, riuscirà a disputare solamente 20 partite e 6 reti.
Il 2 settembre 2021, data la scadenza del suo contratto biennale con il suo precedente club, deciderà di cambiare squadra, rimanendo comunque a Cipro, firmando a titolo gratuito per il Karmiotissa.
Il 1⁰ luglio 2022, rescinderà il contratto con il club cipriota, rimanendo svincolato.
Il 1º luglio 2023 passa a titolo gratuito all'APEA Akrotiri. Al termine della stagione rimane svincolato.
Il 2 dicembre 2024, a 37 anni e dopo quasi sei mesi senza contratto, annuncia il suo ritiro dal calcio giocato.

### Nazionale
Ha partecipato alla Coppa d'Africa del 2010 (con la Nazionale che però si ritirò prima di disputare la prima partita a causa di un attacco con mitra al pullman della squadra), a quella del 2013 e a quella del 2017.

## Statistiche

### Presenze e reti nei club
Statistiche aggiornate al 1 luglio 2017.
| Stagione        | Squadra         | Campionato      | Campionato | Campionato | Coppe nazionali | Coppe nazionali | Coppe nazionali | Coppe continentali | Coppe continentali | Coppe continentali | Altre coppe | Altre coppe | Altre coppe | Totale | Totale |
| Stagione        | Squadra         | Comp            | Pres       | Reti       | Comp            | Pres            | Reti            | Comp               | Pres               | Reti               | Como        | Prem        | Reti        | Pres   | Reti   |
| --------------- | --------------- | --------------- | ---------- | ---------- | --------------- | --------------- | --------------- | ------------------ | ------------------ | ------------------ | ----------- | ----------- | ----------- | ------ | ------ |
| 2005-2006       | Monaco          | L1              | 13         | 2          | CF+CdL          | 0+0             | 0+0             | CU                 | 2                  | 0                  |             | -           | -           | 15     | 2      |
| 2006-2007       | Monaco          | L1              | 22         | 4          | CF+CdL          | 0+1             | 0+0             |                    | -                  | -                  |             | -           | -           | 23     | 4      |
| 2007-2008       | Monaco          | L1              | 30         | 3          | CF+CdL          | 0+2             | 0+1             |                    | -                  | -                  |             | -           | -           | 32     | 4      |
| 2008-2009       | Monaco          | L1              | 13         | 0          | CF+CdL          | 1+0             | 0+0             |                    | -                  | -                  |             | -           | -           | 14     | 0      |
| 2009-gen. 2010  | Monaco          | L1              | 3          | 0          | CF+CdL          | 1+0             | 0+0             |                    | -                  | -                  |             | -           | -           | 4      | 0      |
| gen.-giu. 2010  | Tours           | L2              | 17         | 5          | CF+CdL          | -               | -               |                    | -                  | -                  |             | -           | -           | 17     | 5      |
| 2010-gen. 2011  | Monaco          | L1              | 10         | 0          | CF+CdL          | 1+3             | 0+0             |                    | -                  | -                  |             | -           | -           | 14     | 0      |
| Totale Monaco   | Totale Monaco   | Totale Monaco   | 91         | 9          |                 | 9               | 1               |                    | 2                  | 0                  |             | -           | -           | 102    | 10     |
| gen.-giu. 2011  | Nantes          | L2              | 15         | 4          | CF+CdL          | -               | -               |                    | -                  | -                  |             | -           | -           | 15     | 4      |
| 2011-gen. 2012  | Nantes          | L2              | 18         | 1          | CF+CdL          | 0+3             | 0+0             |                    | -                  | -                  |             | -           | -           | 21     | 1      |
| gen.-giu. 2012  | Standard Liegi  | DI              | 9+10       | 0+1        | CB              | -               | -               | UEL                | 4                  | 0                  |             | -           | -           | 19     | 1      |
| 2012-2013       | Nantes          | L2              | 24         | 6          | CF+CdL          | -               | -               |                    | -                  | -                  |             | -           | -           | 24     | 6      |
| 2013-2014       | Nantes          | L1              | 36         | 8          | CF+CdL          | 1+2             | 0+1             |                    | -                  | -                  |             | -           | -           | 39     | 9      |
| 2014-2015       | Nantes          | L1              | 33         | 3          | CF+CdL          | 2+2             | 0+1             |                    | -                  | -                  |             | -           | -           | 37     | 4      |
| Totale Nantes   | Totale Nantes   | Totale Nantes   | 126        | 22         |                 | 10              | 2               |                    | -                  | -                  |             | -           | -           | 136    | 24     |
| 2015-gen. 2016  | Genoa           | A               | 13         | 3          | CI              | 1               | 0               |                    | -                  | -                  |             | -           | -           | 14     | 3      |
| gen.-giu. 2016  | Atalanta        | A               | 5          | 0          | CI              | -               | -               |                    | -                  | -                  |             | -           | -           | 5      | 0      |
| 2016-gen. 2017  | Genoa           | A               | 7          | 1          | CI              | 1               | 0               |                    | -                  | -                  |             | -           | -           | 8      | 1      |
| Totale Genoa    | Totale Genoa    | Totale Genoa    | 21         | 4          |                 | 2               | 0               |                    | -                  | -                  |             | -           | -           | 23     | 4      |
| gen.giu. 2017   | Chievo          | A               | 8          | 0          | CI              | -               | -               |                    | -                  | -                  |             | -           | -           | 8      | 0      |
| 2017-2018       | Amiens          | L1              | 29         | 3          | CF+CdL          | 0+1             | 0               |                    | -                  | -                  |             | -           | -           | 30     | 3      |
| Totale carriera | Totale carriera | Totale carriera | 280        | 41         |                 | 24              | 3               |                    | 6                  | 0                  |             | -           | -           | 310    | 44     |

### Cronologia presenze e reti in nazionale
| Cronologia completa delle presenze e delle reti in nazionale ― Togo | Cronologia completa delle presenze e delle reti in nazionale ― Togo | Cronologia completa delle presenze e delle reti in nazionale ― Togo | Cronologia completa delle presenze e delle reti in nazionale ― Togo | Cronologia completa delle presenze e delle reti in nazionale ― Togo | Cronologia completa delle presenze e delle reti in nazionale ― Togo | Cronologia completa delle presenze e delle reti in nazionale ― Togo | Cronologia completa delle presenze e delle reti in nazionale ― Togo |
| Data                                                                | Città                                                               | In casa                                                             | Risultato                                                           | Ospiti                                                              | Competizione                                                        | Reti                                                                | Note                                                                |
| ------------------------------------------------------------------- | ------------------------------------------------------------------- | ------------------------------------------------------------------- | ------------------------------------------------------------------- | ------------------------------------------------------------------- | ------------------------------------------------------------------- | ------------------------------------------------------------------- | ------------------------------------------------------------------- |
| 10-10-2009                                                          | Yaoundé                                                             | Camerun                                                             | 1 – 0                                                               | Togo                                                                | Qual. Mondiali 2010                                                 | -                                                                   | 16’                                                                 |
| 14-10-2009                                                          | Rifu                                                                | Giappone                                                            | 5 – 0                                                               | Togo                                                                | Amichevole                                                          | -                                                                   |                                                                     |
| 14-11-2009                                                          | Lomé                                                                | Togo                                                                | 1 – 0                                                               | Gabon                                                               | Qual. Mondiali 2010                                                 | -                                                                   | 83’                                                                 |
| 9-7-2010                                                            | Lomé                                                                | Togo                                                                | 1 – 1                                                               | Malawi                                                              | Qual. Coppa d'Africa 2012                                           | -                                                                   | 60’                                                                 |
| 11-8-2010                                                           | Jeddah                                                              | Arabia Saudita                                                      | 1 – 0                                                               | Togo                                                                | Amichevole                                                          | -                                                                   | ?’                                                                  |
| 4-9-2010                                                            | Gaborone                                                            | Botswana                                                            | 2 – 1                                                               | Togo                                                                | Qual. Coppa d'Africa 2012                                           | 1                                                                   | 58’                                                                 |
| 10-10-2010                                                          | Lomé                                                                | Togo                                                                | 1 – 2                                                               | Tunisia                                                             | Qual. Coppa d'Africa 2012                                           | -                                                                   |                                                                     |
| 8-2-2011                                                            | Anversa                                                             | Ghana                                                               | 4 – 1                                                               | Togo                                                                | Amichevole                                                          | -                                                                   | ?’                                                                  |
| 8-10-2011                                                           | Radès                                                               | Tunisia                                                             | 2 – 0                                                               | Togo                                                                | Qual. Coppa d'Africa 2012                                           | -                                                                   |                                                                     |
| 11-11-2011                                                          | Bissau                                                              | Guinea-Bissau                                                       | 1 – 1                                                               | Togo                                                                | Qual. Mondiali 2014                                                 | 1                                                                   | 55’                                                                 |
| 15-11-2011                                                          | Lomé                                                                | Togo                                                                | 1 – 1                                                               | Guinea-Bissau                                                       | Qual. Mondiali 2014                                                 | -                                                                   |                                                                     |
| 29-2-2012                                                           | Nairobi                                                             | Kenya                                                               | 2 – 1                                                               | Togo                                                                | Qual. Coppa d'Africa 2013                                           | -                                                                   |                                                                     |
| 3-6-2012                                                            | Lomé                                                                | Togo                                                                | 1 – 1                                                               | Libia                                                               | Qual. Mondiali 2014                                                 | -                                                                   |                                                                     |
| 10-6-2012                                                           | Kinshasa                                                            | RD del Congo                                                        | 2 – 0                                                               | Togo                                                                | Qual. Mondiali 2014                                                 | -                                                                   | 53’                                                                 |
| 16-6-2012                                                           | Lomé                                                                | Togo                                                                | 1 – 0                                                               | Kenya                                                               | Qual. Coppa d'Africa 2013                                           | 1                                                                   |                                                                     |
| 14-8-2012                                                           | Saint-Leu-la-Forêt                                                  | Burkina Faso                                                        | 3 – 0                                                               | Togo                                                                | Amichevole                                                          | -                                                                   |                                                                     |
| 8-9-2012                                                            | Libreville                                                          | Gabon                                                               | 1 – 1                                                               | Togo                                                                | Qual. Coppa d'Africa 2013                                           | -                                                                   |                                                                     |
| 29-12-2012                                                          | Sohar                                                               | Oman                                                                | 3 – 0                                                               | Togo                                                                | Amichevole                                                          | -                                                                   |                                                                     |
| 13-1-2013                                                           | Lomé                                                                | Togo                                                                | 2 – 1                                                               | Niger                                                               | Amichevole                                                          | -                                                                   |                                                                     |
| 22-1-2013                                                           | Rustenburg                                                          | Costa d'Avorio                                                      | 2 – 1                                                               | Togo                                                                | Coppa d'Africa 2013                                                 | -                                                                   | 61’                                                                 |
| 26-1-2013                                                           | Rustenburg                                                          | Algeria                                                             | 0 – 2                                                               | Togo                                                                | Coppa d'Africa 2013                                                 | -                                                                   | 73’                                                                 |
| 30-1-2013                                                           | Nelspruit                                                           | Togo                                                                | 1 – 1                                                               | Tunisia                                                             | Coppa d'Africa 2013                                                 | 1                                                                   | 75’                                                                 |
| 3-2-2013                                                            | Nelspruit                                                           | Burkina Faso                                                        | 1 – 0                                                               | Togo                                                                | Coppa d'Africa 2013                                                 | -                                                                   |                                                                     |
| 23-3-2013                                                           | Bamako                                                              | Camerun                                                             | 2 – 1                                                               | Togo                                                                | Qual. Coppa d'Africa 2015                                           | -                                                                   |                                                                     |
| 9-6-2013                                                            | Lomé                                                                | Togo                                                                | 0 – 3                                                               | Camerun                                                             | Qual. Coppa d'Africa 2015                                           | -                                                                   | 67’                                                                 |
| 14-6-2013                                                           | Tripoli                                                             | Libia                                                               | 2 – 0                                                               | Togo                                                                | Qual. Coppa d'Africa 2015                                           | -                                                                   | 60’                                                                 |
| 8-9-2013                                                            | Lomé                                                                | Togo                                                                | 2 – 1                                                               | RD del Congo                                                        | Qual. Coppa d'Africa 2015                                           | -                                                                   | 68’                                                                 |
| 5-9-2014                                                            | Casablanca                                                          | Guinea                                                              | 2 – 1                                                               | Togo                                                                | Qual. Coppa d'Africa 2015                                           | -                                                                   |                                                                     |
| 10-9-2014                                                           | Lomé                                                                | Togo                                                                | 2 – 3                                                               | Ghana                                                               | Qual. Coppa d'Africa 2015                                           | -                                                                   | 82’                                                                 |
| 11-10-2014                                                          | Kampala                                                             | Uganda                                                              | 0 – 1                                                               | Togo                                                                | Qual. Coppa d'Africa 2015                                           | -                                                                   |                                                                     |
| 15-10-2014                                                          | Lomé                                                                | Togo                                                                | 1 – 0                                                               | Uganda                                                              | Qual. Coppa d'Africa 2015                                           | -                                                                   |                                                                     |
| 15-11-2014                                                          | Lomé                                                                | Togo                                                                | 1 – 4                                                               | Guinea                                                              | Qual. Coppa d'Africa 2015                                           | -                                                                   |                                                                     |
| 19-11-2014                                                          | Kumasi                                                              | Ghana                                                               | 3 – 1                                                               | Togo                                                                | Qual. Coppa d'Africa 2015                                           | -                                                                   | 80’                                                                 |
| 28-3-2015                                                           | Curepipe                                                            | Mauritius                                                           | 1 – 1                                                               | Togo                                                                | Amichevole                                                          | -                                                                   |                                                                     |
| 8-6-2015                                                            | Accra                                                               | Ghana                                                               | 1 – 0                                                               | Togo                                                                | Amichevole                                                          | -                                                                   | 58’                                                                 |
| 14-6-2015                                                           | Lomé                                                                | Togo                                                                | 2 – 1                                                               | Liberia                                                             | Qual. Coppa d'Africa 2015                                           | -                                                                   |                                                                     |
| 12-11-2015                                                          | Lomé                                                                | Togo                                                                | 0 – 1                                                               | Uganda                                                              | Qual. Mondiali 2018                                                 | -                                                                   | 46’                                                                 |
| 15-11-2015                                                          | Kampala                                                             | Uganda                                                              | 3 – 0                                                               | Togo                                                                | Qual. Mondiali 2018                                                 | -                                                                   | 51’                                                                 |
| 29-3-2016                                                           | Lomé                                                                | Togo                                                                | 0 – 0                                                               | Tunisia                                                             | Qual. Coppa d'Africa 2017                                           | -                                                                   | 61’                                                                 |
| 27-5-2016                                                           | Lomé                                                                | Togo                                                                | 1 – 0                                                               | Zambia                                                              | Amichevole                                                          | -                                                                   | 46’                                                                 |
| 5-6-2016                                                            | Monrovia                                                            | Liberia                                                             | 2 – 2                                                               | Togo                                                                | Qual. Coppa d'Africa 2017                                           | -                                                                   | 46’                                                                 |
| 4-9-2016                                                            | Lomé                                                                | Togo                                                                | 5 – 0                                                               | Gibuti                                                              | Qual. Coppa d'Africa 2017                                           | -                                                                   | 81’                                                                 |
| 11-11-2016                                                          | Tunisi                                                              | Togo                                                                | 2 – 2                                                               | Comore                                                              | Amichevole                                                          | -                                                                   | 46’                                                                 |
| 15-11-2016                                                          | Marrakech                                                           | Marocco                                                             | 2 – 1                                                               | Togo                                                                | Amichevole                                                          | -                                                                   | 46’                                                                 |
| 16-1-2017                                                           | Oyem                                                                | Costa d'Avorio                                                      | 0 – 0                                                               | Togo                                                                | Coppa d'Africa 2017 - 1º turno                                      | -                                                                   |                                                                     |
| 20-1-2017                                                           | Oyem                                                                | Marocco                                                             | 3 – 1                                                               | Togo                                                                | Coppa d'Africa 2017 - 1º turno                                      | -                                                                   |                                                                     |
| 24-1-2017                                                           | Port-Gentil                                                         | Togo                                                                | 1 – 3                                                               | RD del Congo                                                        | Coppa d'Africa 2017 - 1º turno                                      | -                                                                   |                                                                     |
| Totale                                                              |                                                                     | Presenze                                                            | 47                                                                  |                                                                     | Reti                                                                | 4                                                                   |                                                                     |